# Єлоєв Булат Зурабович
Булат Зурабович Єлоєв (нар. 16 січня 1995, Владикавказ, Північна Осетія, Росія) — український футболіст, півзахисник владакавказького клубу "Фіксики".

## Життєпис
Булат Єлоєв народився 16 січня 1995 року в Владикавказі. У ДЮФЛУ виступав у складі харківських ХТЗ та «Арсеналу», а також у луганській «Зорі». Саме з цим клубом уклав перший професійний контракт, у складі луганської команди виступав у 2012—2013 роках. Проте за головну команду так і не зіграв жодного поєдинку, натомість в Юнацькому чемпіонаті України за «Зорю» 30 матчів. У 2014 році перейшов до складу донецького «Олімпіка», кольори якого захищав до 2015 року. У складі основної команди донеччан також не зіграв жодного матчу, але в Молодіжному чемпіонаті України за «Олімпік» зіграв 35 матчів. У 2015 році також виступав на правах оренди в білоцерківській «Зміні».
У лютому 2016 року підписав контракт з харківським «Геліосом». Дебютував у складі клубу 16 квітня 2016 року у виїзному матчі Першої ліги проти київського «Динамо-2». Матч завершився нульовою нічиєю, а Булат вийшов на поле на 76-ій хвилині. Свій перший гол у професійній кар'єрі забив 21 травня 2015 року в домашньому матчі проти криворізького «Гірника». Єлоєв відкрив рахунок в матчі на 74-ій хвилині, а сам поєдинок завершився з рахунком 2:1. У другій частині сезону 2015/16 років у Першій лізі зіграв 4 матчі та забив 1 м'яч. У першій частині сезону 2016/17 років зіграв 11 матчів та забив 1 м'яч, ще 1 поєдинок у футболці харків'ян провів у кубку України.
У 2017—2018 роках виступав за сімферопольську «Таврію».
З 1 листопада 2021 року виступає за аматорський футбольний клуб "Фіксики Владикавказ" [Архівовано 5 лютого 2022 у Wayback Machine.]